# グレプ・ロスチスラヴィチ (リャザン公)
グレプ・ロスチスラヴィチ（ロシア語: Глеб Ростиславич、? - 1177年6月30日）はリャザン公ロスチスラフの子である。リャザン公：1145年 - 1147年、1151年 - 1153年、リャザン大公：1161年 - 1177年。

## 生涯
1145年、伯父のムーロム公スヴャトスラフが死ぬと、父のロスチスラフがムーロム公位を継承し、グレプは父によってリャザンへと派遣された。
1146年、ロストフ・スーズダリ公ユーリーの子のロスチスラフ(ru)とアンドレイによってリャザンは包囲され、グレプは父のロスチスラフと共にポロヴェツ族の勢力圏への逃亡を余儀なくされた。ただし、父のロスチスラフは1148年にリャザンの、1151年にはムーロムの奪還に成功しており、グレプは1151年には再びリャザンに派遣されている。
1153年、父のロスチスラフが死ぬと、一時リャザン公位は従兄弟のウラジーミル（前述の伯父スヴャトスラフの子）に渡ったが、ウラジーミルの死後再びグレプがリャザン公位を継承した。ただし、ムーロム公位はウラジーミルの子であるユーリーが継承し、以降ユーリーの子孫がムーロム公位を継いでいくことになる。
1169年、キエフ大公ムスチスラフによりキエフから追放されたウラジーミルを保護した。
1174年、ウラジーミル大公アンドレイ（前述のロストフ・スーズダリ公ユーリーの子）が死亡すると、ウラジーミル大公国内で生じた政権闘争に関与し、妻の兄弟であるムスチスラフと、その弟ヤロポルクを支持した（政権闘争の相手はミハイル、フセヴォロドら）。また、グレプは1175年に、この妻の兄弟を経由し、イコン・ウラジーミルの生神女や、聖ボリスの剣(ru)を含む、ウラジーミル大公国の多くの宝物を収奪した。
1176年、チェルニゴフ公スヴャトスラフの子であるスタロドゥープ公オレグ(ru)に対し、自身の甥（兄弟のユーリーの子）を派遣して、スヴィリリスクを占領させた。しかし同年、ウラジーミル大公ミハイルによりリャザンは包囲され、グレプは収奪したウラジーミル大公国の宝物全てを返還することになった。
1177年、ウラジーミル大公ミハイルが死ぬと、妻の兄弟であるムスチスラフの扇動に乗り、ウラジーミル大公位を狙い、モスクワに火をかけ、ボゴリュボヴォを占領した。しかし同年のコロクシャ川の戦い(ru)に敗れ、子らと共に捕らえられて、ウラジーミルの牢獄に送られた。グレプはリャザンの放棄と南ルーシへの放逐を条件に解放を提示されたが、この交渉を拒否し、獄中で死去した。

## 妻子
妻はノヴゴロド公ロスチスラフ(ru)の娘・エヴフロシニヤ（1179年死去）。子には以下の人物がいる。
- アンドレイ
- ロマン(ru)：リャザン公
- イーゴリ：リャザン公国の分領公
- フェオドシヤ：ムスチスラフ・ロスチスラヴィチと結婚[6]
- ウラジーミル：プロンスク公
- フセヴォロド：プロンスク公
- スヴャトスラフ(ru)：プロンスク公国の分領公
- ヤロスラフ(ru)：リャザン公